# BirdLife Malta
BirdLife Malta, nota fino al 1992 come Malta Ornithological Society (in acronimo MOS), è un'organizzazione non governativa ambientalista maltese attiva nella conservazione degli uccelli selvatici, degli habitat naturali e della biodiversità oltre che nella promozione dell'educazione ambientale. È considerata come la più grande e la più antica organizzazione ambientalista del paese.
È l'unico membro maltese di BirdLife International dal 1992.

## Storia
L'organizzazione fu fondata il 25 gennaio 1962 col nome di Malta Ornithological Society (MOS) per promuovere lo studio e la tutela degli uccelli; i fondatori furono: Joseph Attard, Dominic Cutajar, Anthony Dandria, Guido Lanfranco (già presidente della Natural History Society of Malta), Anthony Navarro, Victor Pisani e Henry Scicluna, che ricevettero il contributo di Elizabeth Coxon (moglie dell'ornitologo britannico John Gould) e il supporto della britannica Royal Society for the Protection of Birds (RSPB) e dell'International Council for Birds Preservation (ICPB). Il primo presidente fu Guido Lanfranco, che promosse poi l'incorporazione in MOS della Natural History Society of Malta.
Nel 1966 la MOS portò avanti una campagna per la tutela della zona umida di Għadira, a Melleha, dove era stata pianificata la costruzione di una strada. L'area divenne la prima riserva naturale del paese e fu assegnata in gestione alla MOS. Dopo Għadira, MOS ha assunto la gestione anche di: Foresta 2000, sempre a Melleha, nel 1995, Riserva naturale di Simar a Baia di San Paolo e la Riserva naturale di Salina a Naxxar dal 2016. Altre azioni di lobbying hanno portato alla tutela naturalistica delle isole di Filfola e Comino oltre che all'abolizione della cattura dei pettirossi e al contrasto al bracconaggio.
Divenuta membro a pieno titolo di BirdLife International nel 1992, la Malta Ornithological Society ha poi modificato il proprio nome in BirdLife Malta.
Nel 2013 BirdLife Malta ha promosso, nell'ambito di una coalizione (formata anche da Coalizione per i diritti degli animali, Alternativa Democratica, Din l-Art Ħelwa, Flimkien għal Ambjent Aħjar, Amici della Terra, Fondazione Gaia, Greenhouse, International Animal Rescue Malta, Malta Organic Agriculture Movement, Moviment Graffiti, Nature Trust, Ramblers Association Malta e Youth for the Environment) una petizione per chiedere l'abolizione dell'apertura della stagione venatoria in primavera, che a Malta è concessa dal 14 al 30 aprile per tortore selvatiche e quaglie, in deroga alla Direttiva Uccelli (unico caso nell'Unione europea). La petizione è stata firmata da circa 45000 persone, portando alla richiesta di indizione di un referendum, fortemente contrastato dalla Federazione Cacciatori Trappolatori Conservazionisti (FKNK) e dall'associazione Cacciatori di Sant'Uberto (KSU); il referendum si tenne l'11 aprile 2015, con un'affluenza del 74,8% e una lieve vittoria (50,44%) del fronte per il mantenimento della cacca primaverile. Nonostante la sconfitta referendaria, due anni dopo è stata bandita la caccia primaverile alla tortora selvatica, in seguito all'inserimento della specie nella Lista rossa IUCN come "vulnerabile".

## Organizzazione

### Presidenti
- Guido Lanfranco (1962-1967)
- Joseph Attard Tabone (1967-1975)
- Joe Sultana (1976-1987)
- Paul Portelli (1988)
- Joe Doublet (1989-1994)
- John Grech (1995-1998)
- Antoine Vella (1999-2001)
- Joseph Mangion (2002-2013)
- Geoffrey Saliba (2014-2015)
- Darryl Grima (dal 2016)

## Attività

### Pubblicazioni
BirdLife Malta pubblica diversi periodici:
- Bird's Eye View, rivista trimestrale dedicata ai soci e pubblicata dall'ottobre 1977 in inglese;[12]
- Il-Ħuttafa, rivista bimestrale dedicata ai soci più giovani e pubblicata dal 1994 in maltese;[13]
- II-Merill, bollettino scientifico ornitologico pubblicato dal 1970 in inglese e maltese;[14]
- Malta Bird Report, rapporto annuale sull'ornitologia pubblicato in inglese dal 2021;[15]

Oltre alle pubblicazioni periodiche, BirdLife Malta ha pubblicato come editore numerosi volumi sul tema dell'ornitologia.

### Riserve gestite
BirdLife Malta gestisce in totale cinque riserve:
- Foresta 2000
- Riserva naturale di Għadira
- Riserva naturale di Salina
- Riserva naturale di Simar

Organizza inoltre visite presso i Buskett Gardens di Rabat, parte del più ampio complesso di palazzo Verdala (una delle residenze ufficiali del Presidente di Malta).